# Phoniscus aerosa
Phoniscus aerosa é uma espécie de morcego da família Vespertilionidae. É registrada como coletada na África do Sul, entretanto, há dúvidas significativas quanto a origem dos dois únicos exemplares da espécie, que possivelmente podem ter uma origem no sudeste asiático.